# Mijaíl Sergachov
Mijaíl Aleksándrovich Sergachov (en ruso: Михаил Александрович Сергачёв; Nizhnekamsk, Rusia, 25 de junio de 1998), apodado Sugar o Sergy, es un jugador profesional ruso de hockey sobre hielo que se desempeña en la posición de defensor izquierdo en Tampa Bay Lightning, equipo de la National Hockey League (NHL).

## Carrera
Fue seleccionado en la primera ronda en la NHL Entry Draft de 2016. Hizo su debut profesional con el equipo Montreal Canadiens, en el cual jugó una temporada (2016-2017), después pasó a Tampa Bay Lightning, donde lleva jugando siete temporadas.